# Kitaj-gorod

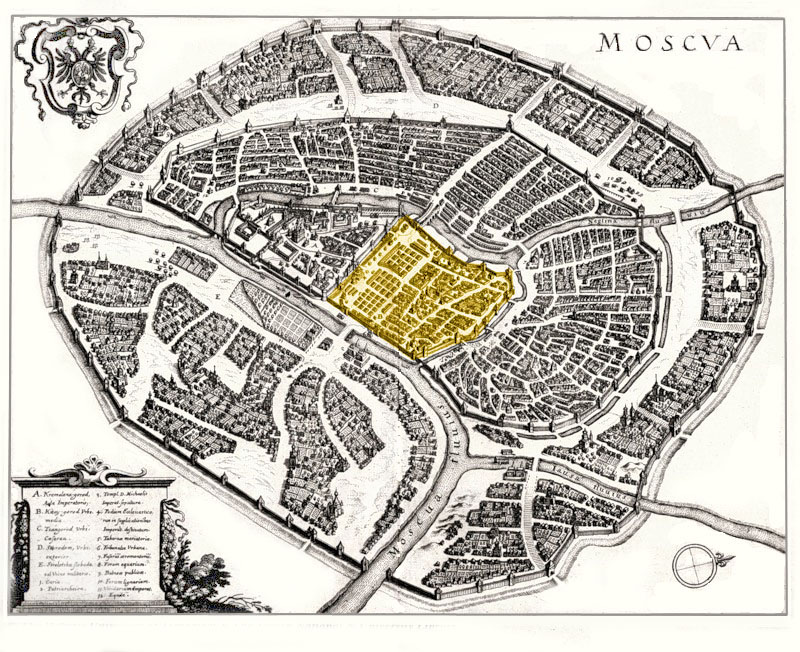
Kitaj-gorod na planie Moskwy autorstwa Matthäusa Meriana z 1638

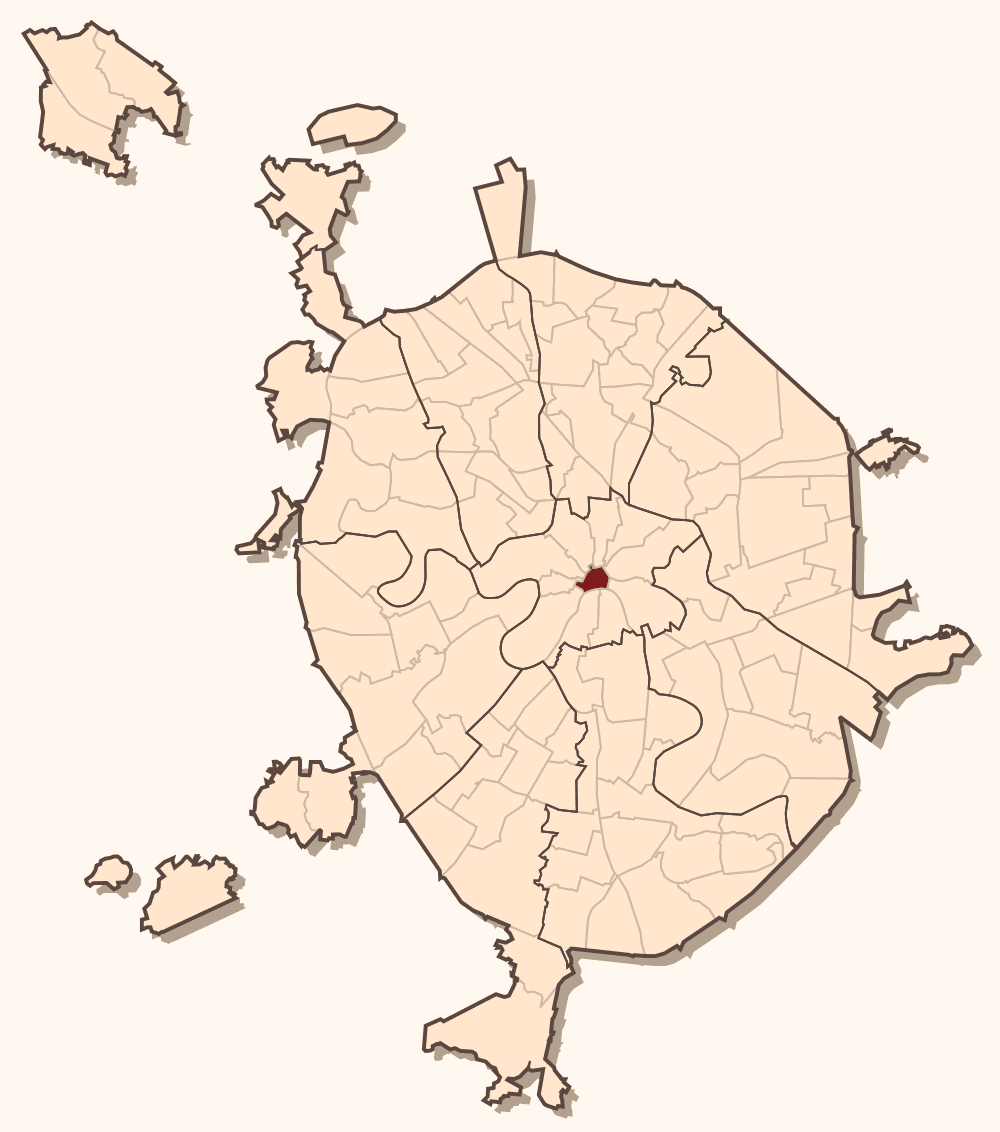
Umiejscowienie Kitaj-gorodu na współczesnej mapie Moskwy

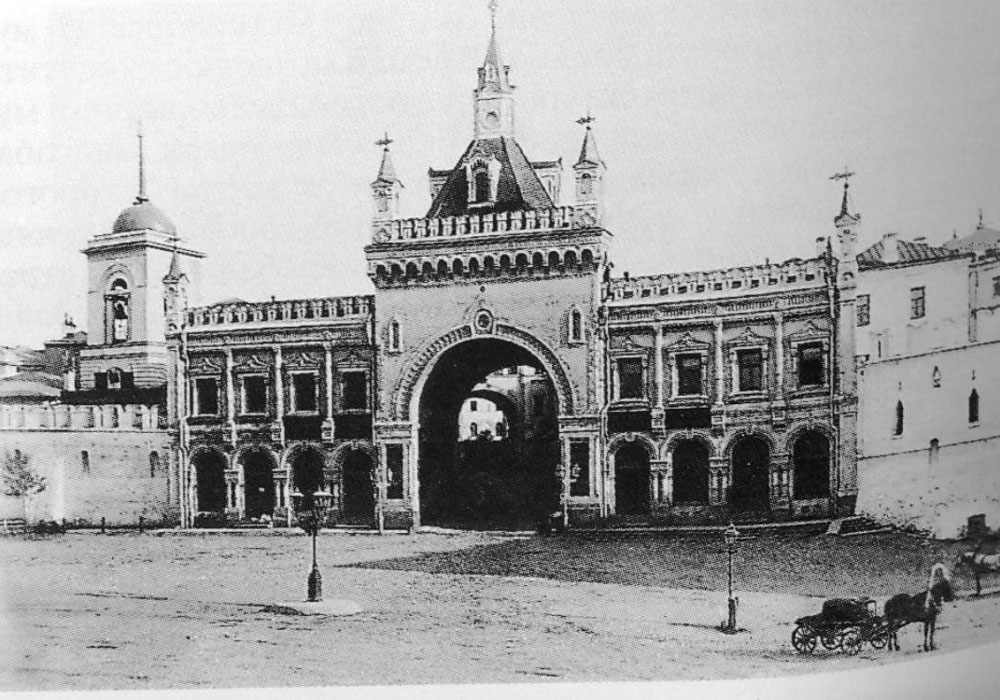
Brama Tretiakowska, lata 70. XIX wieku

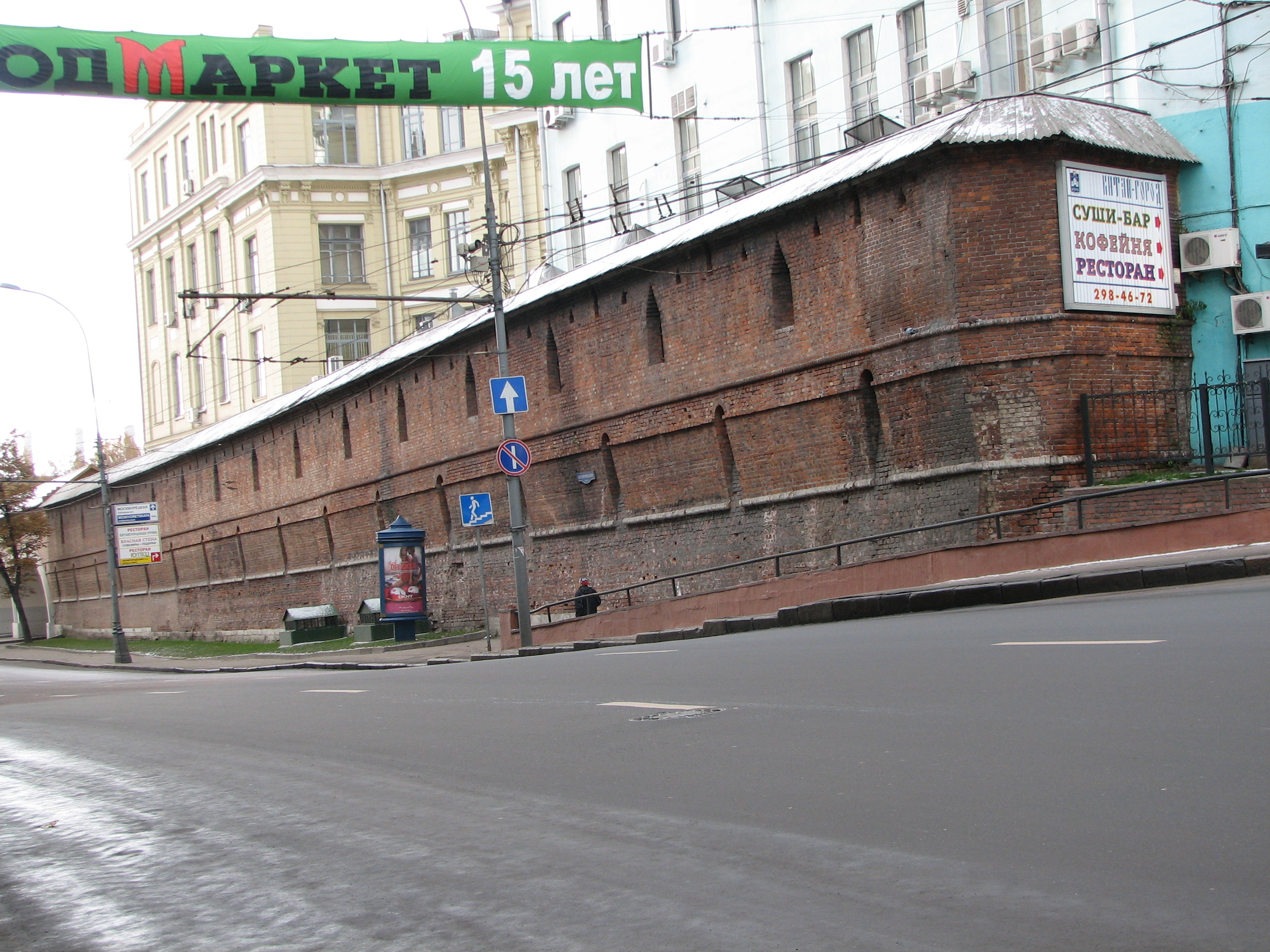
Pozostałości po murze kitajgorodskim

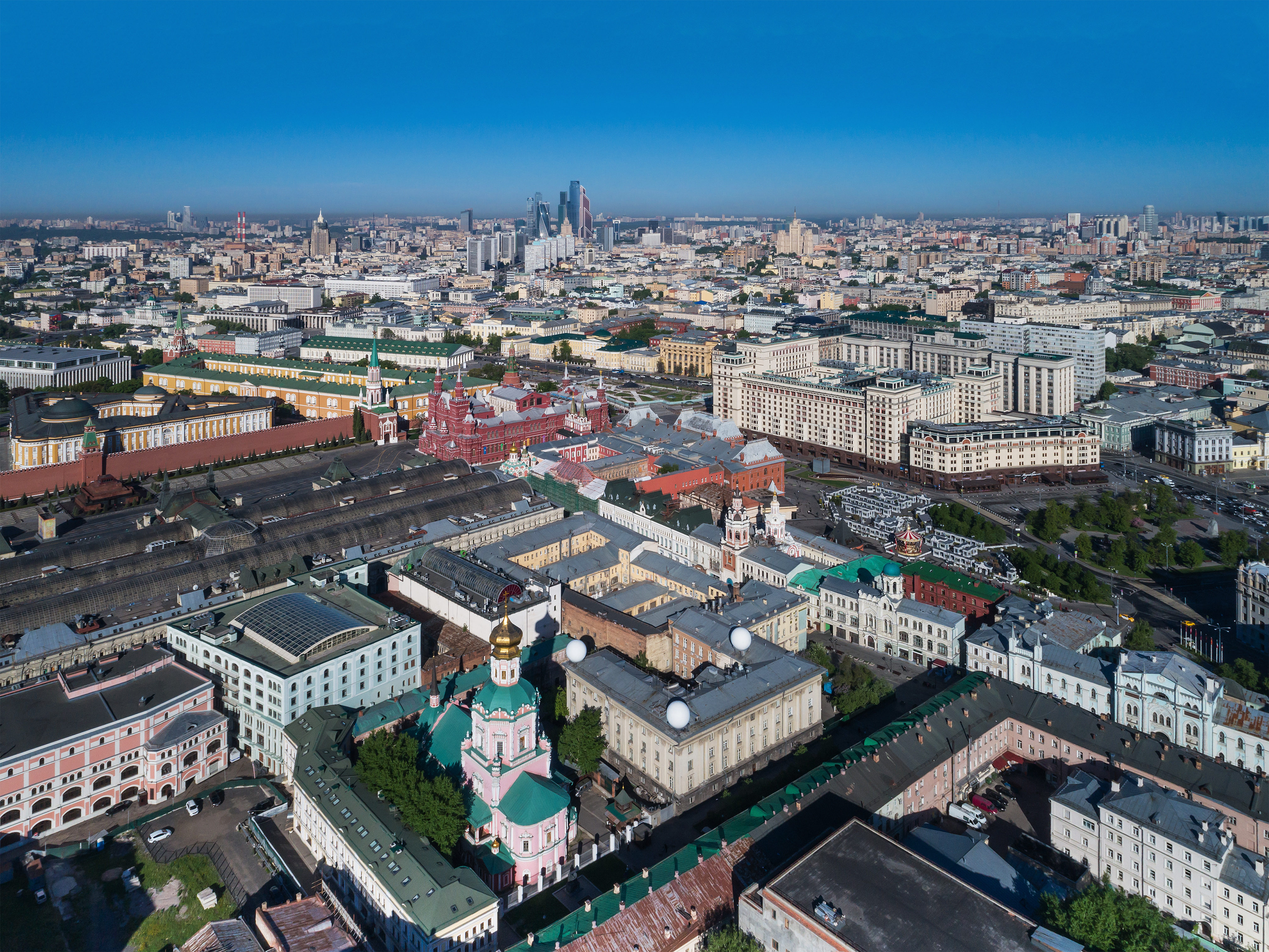
Współczesny Kitaj-gorod (widok od wschodu)

Kitaj-gorod (ros. Китай-город) – historyczna dzielnica Moskwy, położona wewnątrz dawnego muru Kitajgorodskiego. Do miasta została przyłączona w latach 1536–1539 poprzez otoczenie jej obszaru murami obronnymi, dobudowanymi do Beklemiszewskiej i Arsenalnej baszty Kremla. Tzw. mur Kitajgorodski posiadał 13 baszt i 6 bram. W XIX i XX wieku został rozebrany; ostatnią oryginalną wieżę obronną wyburzono w 1930 roku.
W czasach sowieckich dzielnica została poważnie przebudowana: wyburzono pozostałości historycznej architektury, zastępując ją nowym budownictwem. Znajdował się tam m.in. kompleks obiektów Komitetu Centralnego Komunistycznej Partii Związku Radzieckiego. Obecnie jest administracyjnym, kulturalnym i biznesowym centrum Moskwy. Obejmuje ulice: Nikolską, Iljinka, Warwarka, a także obszar Zarjadja; jest częścią rejonu twerskiego miasta stołecznego Moskwy.
Kitaj-gorod zaczyna się od placu Czerwonego, graniczy na północy z Ochotnym Rjadem, placem Teatralnym i Bramą Teatralną, na wschodzie z placami Łubiańskim i Starym, od południa z rzeką Moskwą. Po zmianie nazwy stacji moskiewskiego metra Płoszczad’ Nogina na Kitaj-gorod w 1990 roku sąsiednie dzielnice Białego Grodu są czasami błędnie określane jako Kitaj-gorod.

## Pochodzenie nazwy
Nazwa Kitaj-gorod przywodzi na myśl rosyjskie słowo Kitaj (ros. Китай), oznaczające Chiny. Stąd najpopularniejsza wersja pochodzenia nazwy mówi o handlowej funkcji tej części miasta, w której sprzedawano towary z rozmaitych krajów, w tym z Państwa Środka.
Według innej wersji nazwa tego obszaru pochodzi od staroruskiego słowa kita (ros. кита), oznaczającego metodę pionowego wiązania pionowo wbijanych słupów, które były używane przy budowie fortyfikacji . Według Słownika języka rosyjskiego XI-XVII wieku słowo kita oznacza coś splecionego, zawiązanego w kłębek, w warkocz. Z tym rosyjskim słowem wiążą się także: włoskie słowo citta (skrót od cittadelle – cytadela, fortyfikacja) i tureckie katai (miasto, twierdza) czy też angielskie city – centrum miasta. Istnieje też wersja, że wcześniej ta część miasta nazywana była Nowym lub Innym miastem, a od końca XVI wieku przybrała nazwę Średniego miasta lub Kitaj-gorodu, gdyż słowo „kitaj” po tatarsku oznacza środek.
Rosyjski pisarz i dziennikarz Władimir Giljarowski w swojej książce Moskwa i moskwicze, a także wielu historyków wskazuje na pochodzenie nazwy od Kitajgrodu na Podolu; prawdopodobnie używano jej dla określenia części miasta Moskwy z uwagi na matkę Iwana Groźnego Helenę Glińską (pochodzenia turecko-tatarskiego) jako nawiązanie do jej ojczyzny. Kitaj-gorodem w późniejszych czasach była nazywana również posadowa część miasta Pronsk, co może być spowodowane przebudową tamtejszej twierdzy przez tego samego architekta, który zbudował moskiewski Kitaj-gorod – Pietroka Małego.
Ilja Kondratiew przytoczył inną wersję pochodzenia nazwy, a mianowicie, ta część miasta miała być od dawna nazywana Chinami, ponieważ zwykli ludzie kojarzyli z tą nazwą rynek światowy, a każda tkanina produkcji zagranicznej nazywana była „chińską” z uwagi na dobre stosunki handlowe Moskwy z Chinami.

## Fortyfikacje Kitaj-gorodu
W 1394 roku, w oczekiwaniu na inwazję Tamerlana, pospiesznie wykopano rów wokół posad wzdłuż linii obecnych ulic Bolszoj Czerkaskiej, Władimirskiej i Pskowskiej. Przez ponad sto lat była to jedyna obrona posad. W czasach Heleny Glińskiej postanowiono zbudować murowane fortyfikacje. 20 maja 1534 roku rozpoczęto przekopywanie nowej fosy, która chroniła już większy obszar, a w pracach brali udział wszyscy mieszkańcy Moskwy, z wyjątkiem najbogatszej szlachty i mieszkańców dworu carskiego.
Rok później, 16 maja 1535 roku odbyło się uroczyste wmurowanie kamiennia węgielnego pod mur Kitajgorodski, a pierwsze kamienie pod fundament położył metropolita Daniel. Budowę muru nadzorował włoski architekt Pietrok Mały, który zbudował go zgodnie z najnowszymi osiągnięciami ówczesnej sztuki fortyfikacyjnej, pamiętając o miejscu dla coraz lepiej rozwijającej się artylerii, co jest szczególnie uderzające w porównaniu z fortyfikacjami Kremla: mury Kitaj-gorodu były niższe, ale grubsze, z witrynami przeznaczonymi na lawety.
Mur ukończony w 1538 roku miał długość 2567 metrów i posiadał 12 baszt. Początkowo wybudowano cztery bramy noszące nazwy: Sretyńska (od początku XVII wieku nazywano ją Nikolską), Troicka (ustanowiona pod koniec XVII wieku), Wszystkich Świętych (od XVII wieku Warwarska) i Kosmodiemianska (ustanowiona do 1616). Pierwsza wzmianka o Bramie Iljinskiej pochodzi z 1583 roku. W 1692 wyburzono Bramę Nikolską w związku z budową pobliskiej cerkwi Włodzimierskiej Ikony Matki Bożej; zamiast tego w murze obok wieży wybito bramę, która otrzymała od świątyni nazwę Włodzimierskiej. Później Bramą Nikolską (albo Nowo-Nikolską) zaczęto nazywać bramę na ulicę Małą Czerkaską.
Na placu Czerwonym znajdowały się podwójne bramy – Spasska od południa i Woskriesnieńska (Zmartwychwstania) od północy. Tę ostatnią nazywano też Iwerską, przez dobudowaną do niej kaplicę Matki Boskiej Iwerskiej (1669).
W XVIII–XIX wieku, dla wygody moskwiczów, przełamano kilka bram przez mur, który stracił swoje dawne znaczenie obronne. Najbardziej znani z nich to Tretiakowscy. Fragmenty muru Kitajgorodskiego przylegające do muru Kremla rozebrano na początku XIX wieku.
Mur Kitajgorodski został (poza małymi odcinkami) rozebrany w 1934 roku. Obecnie z historycznych fortyfikacji pozostały tylko fragmenty muru na placu Rewolucji i wzdłuż przejścia Kitajgorodskiego, a także fragment fundamentu Baszty Warwarskiej z białego kamienia w podziemnym przejściu stacji metra Kitaj-gorod. W połowie lat 90. odbudowano Bramę Zmartwychwstania i pojedyncze odcinki muru w rejonie placu Teatralnego i Bramy Tretiakowskiej, choć nie do końca w takiej formie, jaką miały one przed rozbiórką.

## Historia

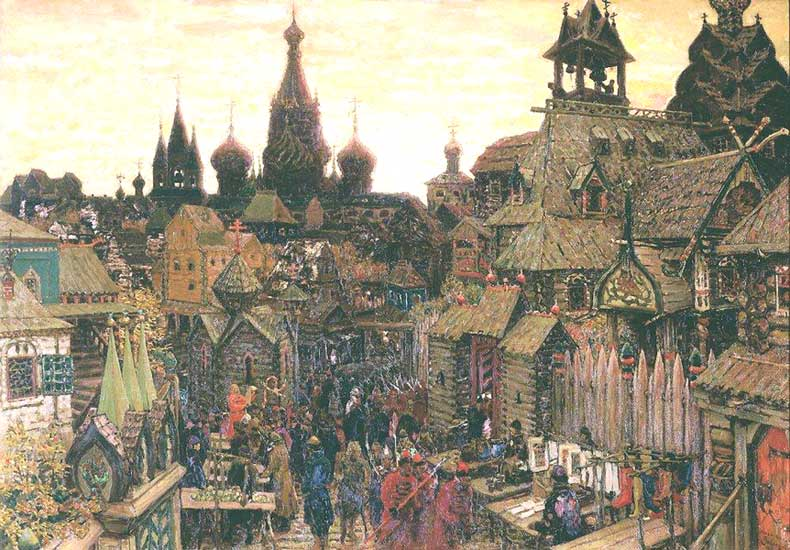
Ulica w Kitaj-gorodzie w XVII wieku na obrazie Apolinarija Wasniecowa

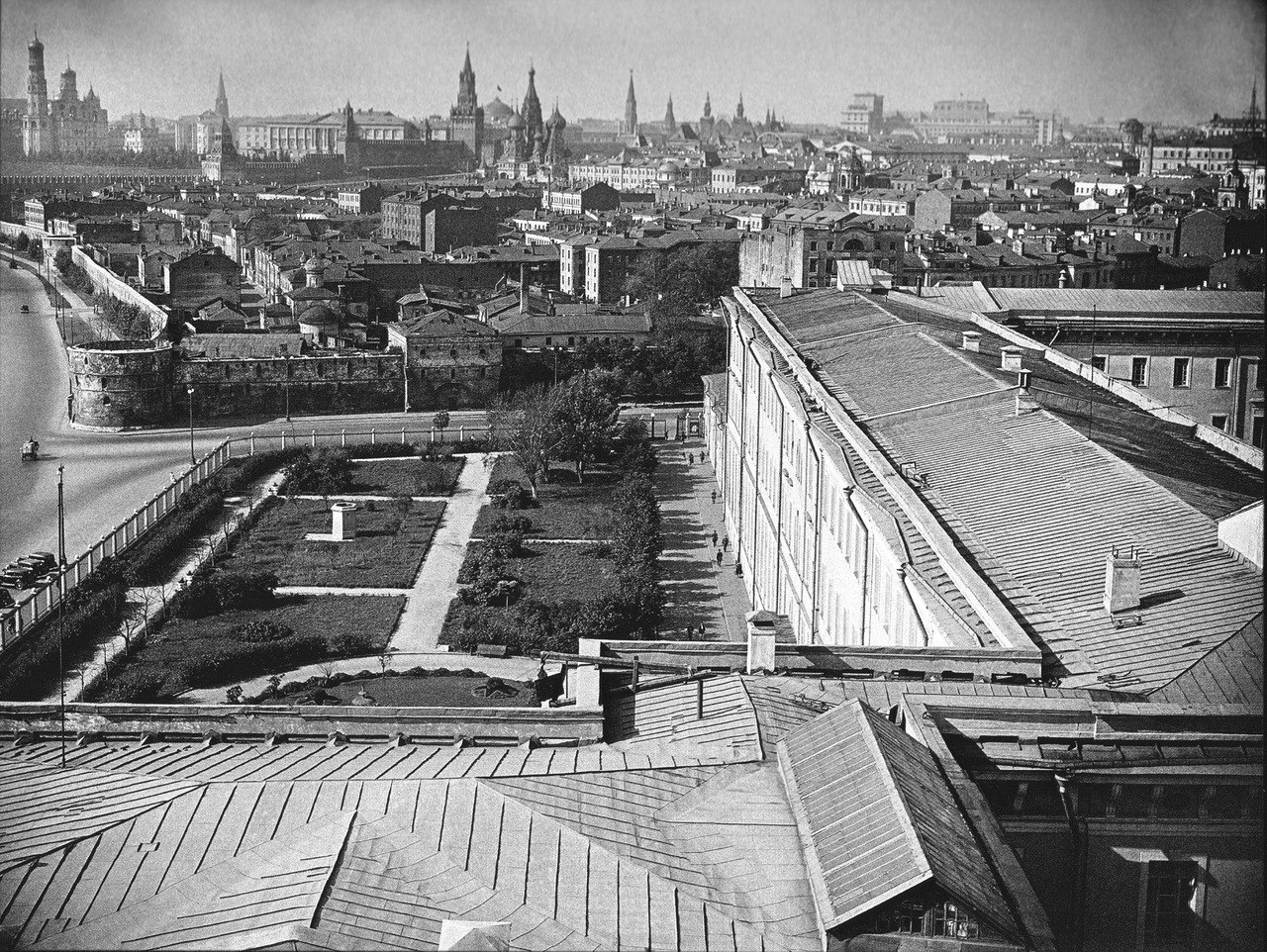
Brama Kosmodiemianska i Baszta Naugolnaja (Anielska) przed 1934

Kitaj-gorod, położony w bezpośrednim sąsiedztwie Kremla, jest najstarszą dzielnicą Moskwy (dotyczy to zwłaszcza Zariadja), pierwotnie zwaną Wielką Posadą. Część posady znajdowała się na terenie obecnego Kremla, jednak po rozbudowie Kremla za czasów Iwana Kality i Dymitra Dońskiego została stamtąd wyparta, w wyniku czego posada rozrosła się w kierunku wschodnim, na prawie cały obszar dzisiejszego Kitaj-gorodu.
W XVI wieku, wraz z przesiedleniem szlachty z Kremla, Kitaj-gorod zaczął nabierać coraz bardziej cech dzielnicy arystokratycznej. Kupcy przenieśli się na Zamoskworieczje, a rzemieślnicy do zalanych wodą i przez to nieatrakcyjnych dla szlachty obszarów Zariadja. Iwan Groźny eksmitował bojarów i szlachtę z Kitaj-gorodu i kazał tam osiedlić się kupcom, ale po jego śmierci najwyraźniej kupcy zostali ponownie wyparci przez bojarów i szlachtę, do których pod koniec XVII wieku dołączyli urzędnicy z przeniesieni tutaj z Kremla.
Podczas wojny polsko-rosyjskiej 1609–1618 (tzw. wojny moskiewskiej) po zwycięstwie w bitwie pod Kłuszynem, w 1610 roku dzielnica została obsadzona przez polskich żołnierzy z pułku Aleksandra Zborowskiego. Jesienią 1612 roku polski garnizon Kitaj-gorodu skapitulował przed prowadzącymi oblężenie wojskami moskiewskimi.
Spis z 1701 roku wykazał 272 dziedzińce w Kitaj-gorodzie, z których 152 należały do duchowieństwa, 54 do bojarów i szlachty, 24 do urzędników, 6 do pracowników dworu, 29 do kupców, 6 do pracowników miejskich i 1 do chłopa pańszczyźnianego. Średnia wielkość podwórka wynosiła 1100 m². Ponieważ jednak centrum moskiewskiego handlu – Gostinnyj Dwor i Torgowyje Rjady – znajdowało się w Kitaj-gorodzie, w XVIII–XIX wieku ponownie obszar ten nabrał charakteru dzielnicy kupieckiej. W XIX wieku był to teren dużych hurtowni; zbudowano tu giełdę miejską, zaczęły pojawiać się banki i urzędy; na początku XX wieku Kitaj-gorod zyskał reputację „moskiewskiego City”.
W Kitaj-gorodzie jeszcze przed reformami Piotra Wielkiego znajdował się główny ośrodek drukarstwa rosyjskiego (typografia synodalna na Nikolskiej) i oświaty (szkoła monasteru Zaikonospasskiego, później Akademia Słowiańsko-Grecko-Łacińska, tamże) ; w czasach Elżbiety mieścił się tu uniwersytet (budynek Ziemskiego Prikazu, na terenie obecnego Państwowego Muzeum Historycznego). W ostatnich przedrewolucyjnych dziesięcioleciach słynna na całą Moskwę stała się restauracja Słowjanskij Bazar na Nikolskiej.
W czasach sowieckich Kitaj-gorod zamienił się w obszar koncentracji instytucji partyjnych i państwowych, w tym kompleksu budynków KC KPZR (a obecnie Administracji Prezydenta Rosji). Jesienią 2011 roku wokół tych budynków zaczęto stawiać ogrodzenie, co wzbudziło obawy Archnadzora i moskiewskiego sektora turystycznego o ograniczenie dostępu do zabytków Kitaj-gorodu po zakończeniu dnia pracy administracji o godzinie 17:00. Według funkcjonariuszy Federalnej Służby Bezpieczeństwa ogrodzenie „będzie stanowić swego rodzaju symboliczne nawiązanie do muru Kitajgorodskiego”.

## Zabytki
- Sobór Wasyla Błogosławionego

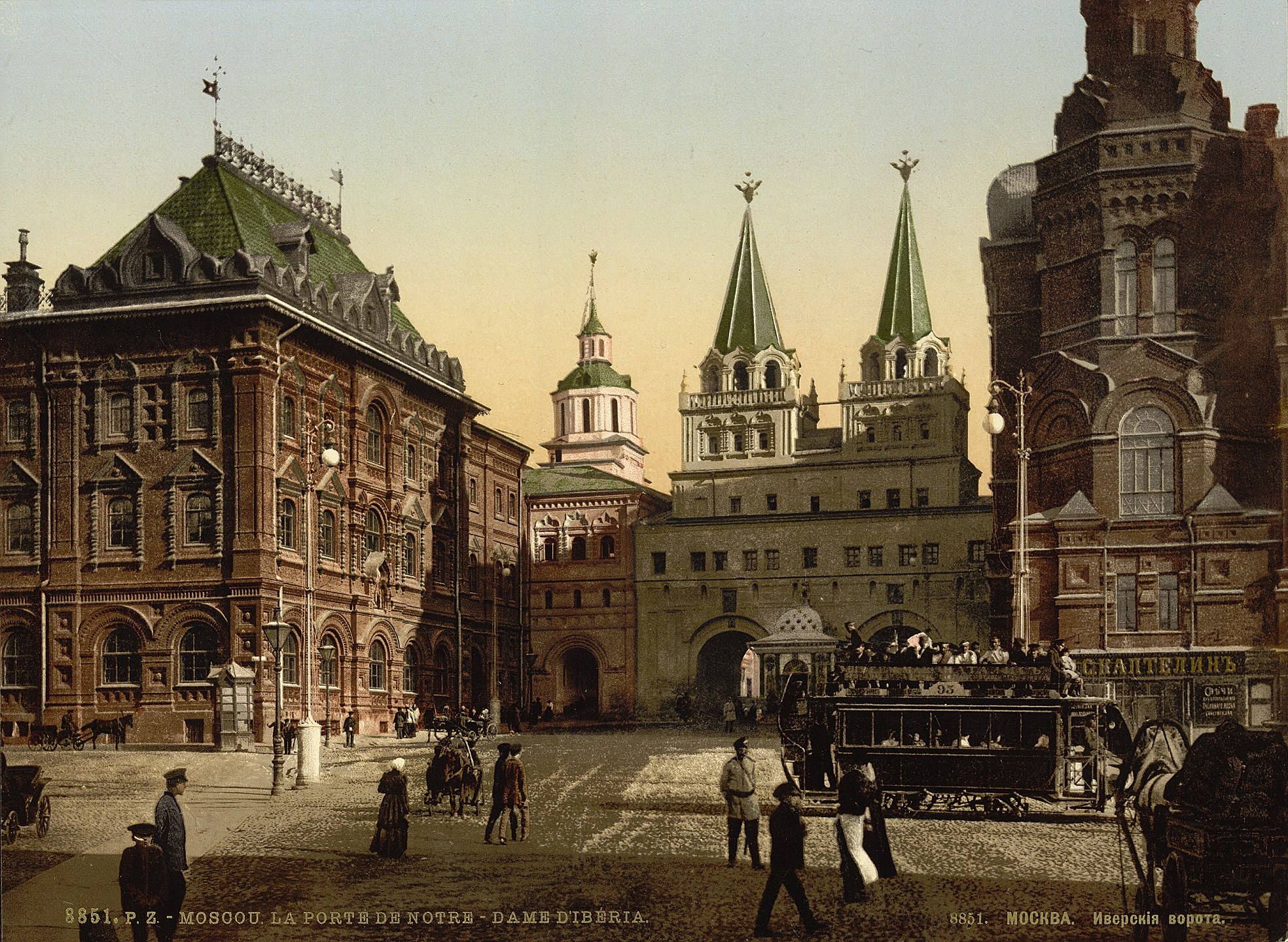
Brama Zmartwychwstania to jedyna obecnie istniejąca brama Kitaj-gorodu prowadząca na plac Czerwony (odbudowana w 1995)

- Gosudarstwiennyj Uniwiersalnyj Magazin
- Sobór Kazańskiej Ikony Matki Bożej
- Cerkiew Trójcy Świętej
- Monaster Objawienia Pańskiego
- Kaplica Iwerska
- Państwowe Muzeum Historyczne
- Brama Zmartwychwstania
- Hotel Metropol